# Sihtric Cáech
No confundir con Sihtric mac Ímair, rey vikingo del reino de Waterford (1018-1022)
Sihtric Cáech (irlandés antiguo: Sihtric ua Ímair; nórdico antiguo: Sigtrygg gael, apodado el Bizco o el Ciego, m. 927) fue un caudillo hiberno-nórdico, monarca vikingo del reino de Dublín entre 917 y 921 y monarca de Northumbria entre 920 y 927. Fue nieto de Ivar de Dublín y miembro de los Uí Ímair. Sitric fue probablemente uno de los vikingos expulsados de Dublín en 902, tras lo que pudo gobernar algún territorio al este del Danelaw en Inglaterra. En 917, él y su pariente Ragnall ua Ímair regresaron a Irlanda en flotas separadas y ganaron diversas batallas contra reyes locales. Sitric recuperó con éxito Dublín y se coronó rey, mientras Ragnall regresó a Inglaterra para coronarse rey de Northumbria. En 919, Sitric ganó la batalla de Islandbridge contra una coalición de reyes irlandeses que querían expulsar a los Uí Ímair de Irlanda, falleciendo seis reyes en la contienda, incluyendo a Niall Glúndub, rey supremo de los Uí Néill.
En 920 Sitric abandonó Dublín y se coronó como monarca de Northumbria. Ese mismo año se alzó en armas en Davenport, Cheshire, quizás como un acto de desafío ante Eduardo el Viejo, rey de Wessex. A pesar de que no existen referencias escritas, las monedas encontradas sugieren que los vikingos reconquistaron una gran parte de Mercia esos años. En 926 se produjo un acuerdo entre los anglosajones y los vikingos cuando Sitric contrajo matrimonio con una hermana del rey Athelstan, quizás Edith de Polesworth. Sitric también se convirtió al cristianismo, aunque pronto volvió a sur raíces paganas. Falleció en 927 y fue sucedido por su pariente Gofraid ua Ímair, quien también fue rey de Dublín.

## Orígenes familiares
Sitric era uno de los nietos de Ímar, por lo tanto pertenecía a la dinastía nórdica conocida como Uí Ímair, que junto con sus parientes Gofraid ua Ímair y Ragnall ua Ímair, sería muy influyente y activa en Irlanda y norte de Gran Bretaña.

## Rey de Dublín
Se cree que Sitric abandonó Dublín con el resto de vikingos en 902. Alguna moneda de esta época alberga la leyenda Sitric Comes, «Conde Sitric» y la marca de ceca de Shelford, quizás indicando que gobernó en el este de Danelaw durante su exilio de Irlanda. Los anglosajones conquistaron todo el Danelaw al sur del río Humber en 918, aunque no existen referencias al conde Sitric en las fuentes inglesas, sugiriendo que ya no gobernaba sobre ese año.
La primera mención a Sitric en los Anales irlandeses es en 917 cuando él y Ragnall ua Ímair, otro nieto de Ivar de Dublín, se encuentran liderando sus flotas hacia Irlanda. Sitric zarpó hacia Cent Fuait en Leinster y Ragnall hacia Waterford. Niall Glúndub, rey supremo de los Uí Néill norteños, vio a estos vikingos como una amenaza y dirigió un ejército hacia al sur para repelerlos. Los vikingos lucharon contra los Uí Néill en Mag Femen en el condado de Tipperary y salieron victoriosos, gracias a los refuerzos de Ragnall y su ejército; aunque posteriormente también lucharon en la batalla de Confey, también conocida como la batalla de Cenn Fuait, contra Augaire mac Ailella, rey supremo de Leinster, quien falleció durante la contienda. La muerte de Augaire terminó con la oposición para que los vikingos regresaran a Irlanda. Sitric regresó con sus hombres triunfante a Dublín, donde se coronó rey de Dublín, mientras que Ragnall regresó a Inglaterra y se coronó rey de Northumbria.
Según Claire Downham, la partida de Ragnall y sus guerreros pudo haber animado a Niall Glúngub a intentar expulsar a los Uí Ímair de Irlanda de nuevo. En 919 Niall lideró una coalición de reyes norteños irlandeses hacia Dublín. Las fuerzas de Sitric y Niall se habrían encontrado cerca de Islandbridge, en el actual condado de Dublín, el 13 de septiembre según los Anales irlandeses. La batalla de Islandbridge dio una gloriosa victoria a Sitric, con Niall y los otros cinco reyes norteños falleciendo en el campo de batalla.

## Rey de Northumbria
En 920 los Anales de Úlster relatan que Sictric abandonó Dublín «por el poder de Dios» y fue sucedido como rey de Dublín por su hermano o primo Gofraid ua Ímair. Sitric viajó a Northumbria donde se convirtió en su monarca, sucedidendo a su pariente Ragnall, quien había fallecido el año anterior. En 920 Ragnall se había sometido a Eduardo el Viejo, rey de Wessex. Ese mismo año, Sitric lideró un ataque en Davenport, Cheshire, violando los términos de vasallaje entre Ragnall y Eduardo. Alfred Smyth ha sugerido que este evento fue un acto de desafío por parte de Sitric, indicando a Eduardo que no se sometería a él como Ragnall.
Ni la Crónica anglosajona ni la Crónica de Æthelweard mencionan a Sitric entre los años 921 y 924, cuando accede al trono de Northumbria hasta el fallecimiento de Eduardo el Viejo. Sin embargo, existen monedas que fueron acuñadas en Lincoln durante este periodo que albergan el nombre de Sitric, lo que sugiere que Sitric gobernó una vasta zona al sur del río Humber, evento que contradice la Crónica anglosajona que relata que los «daneses» en Mercia (al sur del río Humber) se rindieron ante Eduardo en 918. Estas monedas quizás demuestran que los vikingos reconquistaron un gran territorio entre los años 921 y 924, aunque la Crónica no mencione este hecho. El control de Eduardo sobre Mercia probablemente extendió los recursos del reino a su punto álgido, lo que pudo permitir a Sitric aumentar la animadversión de la población hacia Eduardo, por lo que este no habría podido anular a Sitric. Claire Downham sugiere que el silencio de la Crónica quizá se deba al debilitamiento del poder de Eduardo en los últimos años de su reinado y su tendencia a dejar constancia de sus victoria, pero no de sus fracasos. Su muerte en 924 no se encuentra recogida en un número importante de anales franceses, galeses e irlandeses, sugiriendo una caída de relevancia y situando el cénit de su poder en 920.
El sucesor de Eduardo el Viejo, Athelstan, se reunió con Sitric en Tamworth en 926. La Crónica no menciona la razón de este encuentro, aunque menciona que una hermana de Athelstan, quizás Edith de Polesworth, contrajo matrimonio con Sitric. Según Alfred Smyth, el hecho de que el matrimonio entre Sitric y la hermana de Athelstan se produjera en el antiguo centro de poder de Mercia, Tamworth, refuerza la idea de Athelstan de querer unificar territorios. El acuerdo alcanzado en Tamworth parece haber requerido que Sitric se convirtiera al cristianismo, aunque volvió a ser pagano rápidamente. Sitric murió al año siguiente y fue sucedido por su pariente Gofraid ua Ímair. Los Anales de Úlster describen su muerte:
Sitric, nieto de Ímar, rey de los extranjeros oscuros y claros, falleció a una edad inmadura.

## Descendencia
Se le ha imputado la paternidad de dos hijos, presuntamente de su relación con una hija de Ivar el Deshuesado:
- Olaf Cuaran
- Gofraid mac Sitriuc

Los anales de Clonmacnoise citan a dos caudillos caídos en combate durante la batalla de Brunanburh y que es muy probable que se identifiquen con hijos de Sihtric Cáech:
- Auisle mac Sitric Gáile.
- Sichfrith mac Sitric Gáile.

## En la cultura popular
Sitric aparece en la serie de Netflix The Last Kingdom y es interpretado por el actor Eysteinn Sigurdarson.